# Ferrovia della Schöllenen
La ferrovia della Schöllenen (in tedesco Schöllenenbahn) è una breve linea ferroviaria svizzera a scartamento metrico, che collega la località turistica di Andermatt all'importante ferrovia del Gottardo, attraversando la gola della Schöllenen.

## Storia
La linea fu costruita per realizzare un collegamento fra la ferrovia del Gottardo e la località turistica di Andermatt, fino ad allora raggiungibile solo attraverso un impervio collegamento stradale nella gola della Schöllenen.
La linea fu attivata il 12 luglio 1917 ed esercita inizialmente dalla società Schöllenenbahn (SchB).
Inizialmente la linea era elettrificata a corrente continua, con una tensione di 1200 V.
Nel 1926 Andermatt fu raggiunta anche dalla ferrovia del Furka-Oberalp, esercita dalla società Brig–Furka–Disentis-Bahn, poi FO.
Nel 1941, quando tale ferrovia fu elettrificata alla tensione di 11,5 kV ca, anche la Schöllenenbahn fu convertita a tale tensione, per uniformità.
Il 1º agosto 1961 la linea fu incorporata nella rete FO.

## Caratteristiche

### Percorso
| Unknown route-map component "CONTgq" | Transverse track | Unknown route-map component "STR+r" |

|  | Head station | Station on track |

|  | Straight track | Unknown route-map component "CONTl+g" |

| Non-passenger station/depot on track |

|  | Unknown route-map component "ABZg+l" | Unknown route-map component "CONTf@Fq" |

| Station on track |

| Unknown route-map component "CONTgq" | One way rightward |  |